# 武藤つぐみ
武藤 つぐみ（むとう つぐみ、1994年12月5日 - ）は、日本のAV女優、ストリッパー。マインズ（mine's）所属。

## 略歴
北海道出身。2013年にAVデビューしたロリ系のAV女優。
2014年5月1日、浅草ロック座でストリップデビュー。
2014年7月、セガのゲーム『龍が如く』のキャラクター出演をかけたセクシー女優人気投票にエントリー。同年8月24日、結果発表。『龍が如く0 誓いの場所』への出演権を逃した。順位・得票数未発表。
2024年2月23日にはトークイベント「踊り子とenjoy」に参加した。

## 人物
趣味・特技は、映画鑑賞、歌、バレエ、エアリアル。
好きなものは、映画館とバナナと鮭と南瓜とスタバとダンス。一番好きなのはアイスクリーム。『アメトーーク!』も好き。

## 出演作品

### アダルトDVD
- 美少女即ハメ白書 17（10月22日、ソクハメラボ）
- 普段は真面目で大人しいクラスの可愛い女子が、誰もいない校舎で1人角オナニーに耽っているのを偶然見てしまった僕は…（11月1日、DOC）
- 山口県出身 普段は焼き鳥屋さんの看板娘、だけど本当はインタビュー中なのに目の前に現れたチ○ポを勝手に触りだすH大好き美少女 AVデビュー 高橋愛那 18歳（11月15日、ピーターズMAX）
- 東京中級デート 1 武藤つぐみ（11月17日、テンパラメンタル）
- PureMoeMix 武藤つぐみ（11月25日、日本コンテンツ流通）
- 新人 武藤つぐみ 恥じらい微乳 19才 AVデビュー（12月5日、アイエナジー）
- 妹限定!!危険日直撃!200万円争奪! 生中出しじゃんけん大会! どっちの男がゴム付き?ゴム無しチ○ポを選んでしまったら孕んじゃう! 6（12月5日、michiru）
- フェラ中毒女子校生が興奮してマンコにチンコ擦り付けオナニー（12月19日、ゑびすさん）
- めっちゃ可愛い女の子に仮性包茎いじってもらいました 2（12月19日、ゑびすさん）
- 制服中出し強姦。 2（12月20日、MAD）
- 若妻ヒロイン 大好き!アンドロクロス（12月27日、GIGA）

- 働くオンナ猟り vol.07（1月1日、プレステージ）
- 羞恥！社内緊急OL健康診断2014編（1月9日、サディスティックヴィレッジ）
- ろり すくみず♥えっち（1月10日、クリスタル映像）
- 貧乳美少女つぐみちゃんAcup 中出しデビュー（1月10日、NON）
- SUPER HEROINE アクションウォーズ　超翼戦隊ウィングファイブ ピンクスパロウ（1月10日、GIGA）
- 街角出没!! JKお散歩逆ナンパ!（1月16日、グローリークエスト）
- 溺愛するがゆえにボーイフレンドの存在を許せず嫉妬の末娘を監禁して犯してしまう父（1月20日、思春期com）
- 完全ガチ交渉！噂の、素人激カワ看板娘を狙え！vol.08（1月21日、プレステージ）
- 小悪魔ビッチ? SWEET DEVIL（1月25日、HMJM）
- 素人セーラー服生中出し105 りの（2月1日、プラム）
- ROCKET淫語コールセンター（2月6日、ROCKET）
- 天然軟体のロリ美少女×業界一美しい柔軟ボディ 超軟体レズ 3（2月6日、ディープス）
- 美少女凌辱中出し部屋 武藤つぐみ（2月7日、TMA）
- ロケバス移動中、寝てるタレントのムチムチパンチラ盗撮（2月11日、ラハイナ東海）
- 公衆の面前、図書館で欲情してしまう人妻たち（2月13日、カルマ）
- 180度開脚軟体貧乳お嬢様ぶっかけ輪姦FUCK　武藤つぐみ（2月14日、First Star）
- 匠のアングル！マ○コどUPオナニー（2月20日、グローリークエスト）
- ヌイテくれる制服少女 武藤つぐみ（2月25日、オーロラプロジェクト・アネックス）
- 文化系部活少女 演劇部 つぐみ（2月25日、ラマ）
- 仮面救護天使　ユテリュス（2月28日、GIGA）
- 1人暮らしの僕の家に突然押しかけてきた従姉妹！どうやら今日は訳あって家に帰りたくないらしい…着替えがないにもかかわらず泊まると言い出し、僕のパンツをパジャマ代わりに穿いて、自分の家かのように平然と振る舞う姿に妙に興奮してしまった僕は…（3月1日、プレステージ）
- ドスケベ老人ホームへようこそ 2（3月6日、グローリークエスト）
- 淫語女子アナ 4 THEモーニングニュースSHOW（3月6日、ROCKET）
- ロリ専科 近親中出し強姦 美少女な娘に無理やり生挿入して中出し（3月7日、グレイズ）
- つるぺた乳（3月18日、ラハイナ東海）
- 軟体淫曲線美（3月18日、ラハイナ東海）
- 部活帰りの女子高生のパンチラがチラリ！ずっと見てたら彼女も僕に気づいて恥ずかしがり、モジモジしながらマン汁で濡れた白パンツを見せてきたので、エッチ娘のお尻に勃起チ○ポを押し当ててあげました。（3月20日、SWITCH）
- その友情は本物？ 嫌がらせ中出し 友情と物欲、どっちを選ぶ！？相手をより嫌がらせたほうに豪華賞品！親友どうしだから相手が本当にセックスしたくない男も知っている！ 元カレ・NG男優・不潔男・粘着ファン、徹底的に無理な男のチ○ポで相手を攻撃！！（3月20日、michiru）
- 美少女メイドの御奉仕エッチ（3月21日、TMA）
- 深夜の飲み会帰りのホロ酔い女子をナンパ！ 2次会は車の中で盛り上がりませんか！？（3月21日、プレステージ）
- 女子校生専門中出しソープ 武藤つぐみ（3月25日、マルクス兄弟）
- 特報！家出少女ナンパ！ 歌舞伎町の片隅で見つけた家出少女たちを騙して中出し撮影！（3月25日、ハヤブサ）
- 周りに誰もいないと油断し不自然な感じで思わず脚がピ～ンと伸びている女の子に近寄ってみると…（4月1日、プレステージ）
- ロリ専科 ロリっ娘フェラ ぎこちないフェラだけど懸命におしゃぶり！萌えっ娘11人！（4月4日、グレイズ）
- CRYSTAL THE BEST 8時間 2014 春（4月4日、クリスタル映像）
- 羞恥心崩壊ロリっ娘 軟体×媚薬×中出し絶頂ぬるテカエステ（4月11日、First Star）
- 久しぶりに会った姪の成長した胸やお尻に興奮した俺は我慢出来ずにオナニーを…（恥）フル勃起したチ●ポを扱いている様子を姪が隠れてガン見しているので思い切って見せつけるようにしているとチ●ポに喰らいつき変態行為をしてしまった俺達は、後戻りはできない…（4月11日、NON）
- イモっ子セーラー服女子学生中出し2 武藤つぐみ（4月13日、ケー・トライブ）
- スク水少女をねぶり尽くす つぐみ 武藤つぐみ（4月13日、ラマコス）
- 女子校生12人オマ○コ指入れぴちゃぴちゃ自画撮りオナニー vol.18（4月15日、プリモ）
- 禁断拘束レズ VOL.5（4月18日、アウダースジャパン）
- 汚臭責め 3（4月18日、OFFICE K'S）
- JKぬるぬるオマンコディルドオナニー（4月18日、虎堂）
- 女子校生同士の濃厚変態レズ（4月19日、ゑびすさん）
- 乳首好きの為の乳首観察 20人（4月19日、ゑびすさん）
- 全然たまらない。（4月25日、BALTAN）
- 家なきJK監禁調教物語 ～少女ハ中出シサレルイキモノ～ つぐみ（4月25日、S級素人）
- もうすぐ卒業だから 学籍番号025（4月25日、ONE DA FULL）
- カンブリ悪御殿（4月25日、GIGA）
- SUPER JUICY はま KURI 栗 ANOTHERS 第四幕 清純淫肉鎮魂歌 武藤つぐみ（4月25日、BabyEntertainment）
- 女子大生 中出し輪姦サークル 武藤つぐみ（4月25日、本中）
- 数分前までガチJK！！卒業直後の女子校生をナンパして制服のまま乱交編 美少女Hunt Vol.05（4月25日、ナンパJAPAN）
- ネバネバスペルマ 17 武藤つぐみ（5月2日、映天）
- JKディルドオナニー 6（5月2日、OFFICE K'S）
- 上手すぎるフェラ 素人娘の驚きのフェラチオテクニック集めました。 VOL.6（5月2日、OFFICE K'S）
- DOKIレズ 67（5月2日、アウダースジャパン）
- この家に住む二人の美少女 臼井あいみ 武藤つぐみ（5月9日、アクティブクリエイト）
- まさか！妹の友達が媚薬を回し飲み！？念願の媚薬を手に入れたのに、意気地がなくていつまでも使えない小心者の僕。なぜバレたのか、妹（毎日友達と遊んで僕を小馬鹿にしてくるリア充）が遊び半分でコッソリ僕の部屋から媚薬を持ちだして友達と回し飲み！？（5月10日、Hunter (アダルトビデオ)）
- 女子校生拉致監禁 デカちん強制アクメ中出しレイプ映像（5月13日、カルマ）
- 貧乳いもうと中出し4 武藤つぐみ（5月18日、ケー・トライブ）
- ウェット＆メッシー 着衣ローション（5月20日、ラハイナ東海）
- クラスメイトのパンチラがすぐそこに。不細工だけど理系男子の僕の家にテスト前になると勉強を教えてちょうだいとやってくる文系女子。でもすぐに飽きてベットの上でゴロゴロ休憩している時のパンチラが見えて勃起。（5月22日、SWITCH）
- 男性専用（秘）物件1LDK（レディダイニングキッチン）～好みの女が付いてくる夢のワンルーム～（5月22日、ATOM）
- 微乳日本代表 つるぺたジャパン 8時間 最終メンバー23名大収録！！（5月23日、クリスタル映像）
- 狂乱木馬地獄 vol.2（5月25日、BabyEntertainment）
- Teenハンティング vol.03（6月3日、プレステージ）
- 想像してみてください、あなたは教師。10人の○学生に授業中集団催眠をかけたら…。あなたが生きている内にやり遂げたかった10のタブー（6月5日、V&Rプロダクツ）
- ちびっこセクハラ痴漢隊 学校編（6月5日、ROCKET）
- 大好きなお兄ちゃんに一部始終を隠さずに中出し性交を見せつけても良いですか…？（6月6日、NON）
- 素人レズナンパ VOL.2 ウブな素人娘の初めてのレズ体験（6月6日、OFFICE K'S）
- スーパーヒロイント危機一髪54（6月13日、GIGA）
- オナ禁中で「超！」敏感なチ●ポに悪戯して今にもイキそうな僕を弄ぶ女の子（6月13日、アロマ企画）
- 性奴隷貿易株式会社1 幼妻軟体SM拉致監禁加虐絶叫極上若肉調教 武藤つぐみ（6月13日、セレブの友）
- 口腔内でカリをひっかける 神のコリコリフェラチオをする敏感微乳少女 つぐみ（6月13日、無垢）
- 語りかけながら指だけでグチョグチョするドスケベ２０代１２人の自画撮り本気（マジ）オナニー　４（6月15日、プリモ）
- ハンドセックス～淫音を響かせ摩擦する乱れ手コキ～（6月20日、SEX Agent）
- バイト中に、ナンパしちゃう。ナンパJAPAN 美少女Hunt Vol.07（6月25日、ナンパJAPAN）
- 大胆パンチラ番外編 スカートの中に潜り込みたい！ 超接近型挑発P（6月25日、アロマ企画）
- お姉様クロニクル 9 武藤つぐみ（6月27日、ONE DA FULL）
- 小悪魔JK 大胆パンチラコレクション Special 大人数挑発バージョン（7月1日、アロマ企画）※AV OPEN2014ミドル級エントリー作品
- 喘ぐ度に振動するのどちんこ丸見えオナニー（7月1日、ラハイナ東海）
- 美人妻をキャバクラのキャッチだと騙し連れて来た所が実は人妻専門のピンサロ 金に困った女に現金をチラつかせたらセックスまでさせてくれるか2（7月1日、変態紳士倶楽部）
- 媚薬を飲ませて虜にさせる エビ反りレズエステ盗撮3（7月1日、変態紳士倶楽部）
- セクシーコスチュームMIXバトル volume.3 （7月4日、バトル）
- バレリーナの軟体SEX6（7月4日、アキバコム制作部）
- ザ・中出し100人8時間（7月5日、ケイ・エム・プロデュース）
- 〇学生中出しソープ危険日限定出勤〇〇〇的中率100%完全保存版（7月10日、V&Rプロダクツ）
- ○REC 何も知らずに盗撮されたシロウト娘の流出映像（7月10日、ブリット）
- 悪戯をされた8人の幼●（7月13日、思春期com）
- 変態的レズ 2（7月19日、レズ狂四郎の部屋）
- ビジネスホテルのマッサージ師の胸チラで股間が反応してしまった俺 3（7月24日、AKNR）
- 「絶対動くな！瞬（まばた）きひとつ許さない!!」去年まで女子校だった学校に入学した僕はバラ色の学園生活を夢見ていたら大間違い!!（7月24日、Apache）
- こんな美女だらけでやれんのか！DREAM GRANDPRIX2014 全裸オイルキャットファイト2 MATSURI 〜戦う相手を自分で指名する8人制最強美女決定トーナメント〜（8月1日、ROCKET）※AV OPEN2014ヘビー級エントリー作品
- BATTLEエクストリームトーナメント 第三試合（8月1日、バトル）※Blu-ray版同時発売
- コノ男、電気按摩ノ刑ニ処ス10（8月1日、フェティッシュワールド）
- 「しびれ薬」＋「利尿剤」で生意気な後輩OLにお仕置き!仕事のできない僕を普段からバカにしている生意気な後輩OLと残業で深夜のオフィスに2人きり…。これは待ちに待った復讐のチャンス!親切のフリして入れたコーヒーには、しびれ薬と利尿剤。（8月7日、Apache）
- 電波レディ　ビーグル（オナニー編・淫乱化編・凌辱編・討伐編）（8月8日、GIGA）
- 最凶S女たちのM男破壊遊戯2（8月8日、バトル）
- 胸チラ挑発　ノーブラ勃起乳首（8月13日、アロマ企画）
- センズリ用 美少女がエロポーズでま○こと尻穴を惜しみ無く広げ見せつけ挑発してくるDVD Part3（8月13日、アロマ企画）
- のどこき 〜イラマよりもイラマ気味のフェラが好き〜（8月14日、SEX Agent）
- ビッチロリ。セックchu2（8月21日、ROCKET）
- 夏休み親子痴漢 〜お父さんの知らぬ間に、キャンプ場、温泉旅館、動物園で狙われた母娘〜（8月21日、ナチュラルハイ）
- 酔いつぶれたカレシを介抱する欲求不満なパンチラ女をレイプ!（9月1日、MOODYZ）
- 温泉で親友の彼女の浴衣からノーブラ乳首がチラリと見え隠れする光景に僕の理性は崩壊!我慢できずに彼氏に隠れて寝取ったら、あまりの気持ちよさにヨガリまくり!真横に彼氏がいるにもかかわらず、声を押し殺して体を求めた!（9月12日、V&R PRODUCE）
- 女子校生パンチラヨガ（9月15日、メディア総販ソレイル）
- ラットファイト 〜女子のくすぐりあい、パイ投げあい、乳首相撲〜（9月19日、ゑびすさん）
- プライベートでもオナニーをする欲求不満な女優たち!垂直極太ディルド絶頂快楽13人（9月19日、エマニエル）
- 秘密 〜カテキョと私〜（10月1日、U&K）
- デパ地下店員、栄養士、美容師、介護士、整体師に18cmメガチ○ポを素股してもらったらこんなヤラしい事になりました。（10月9日、アイエナジー）
- 憧れ戦隊ヒロインを下僕化 III（10月10日、GIGA）
- 美少女Tバックのお尻を思う存分堪能できるDVD（10月13日、カルマ）
- 淫語と黒タイツ女子校生（10月17日、部活動）
- SEXで作った珈琲（10月23日、アマチュアインディーズ）
- 顔面レイプ 誰にも見せたことのない辱められた美女の顔面記録（10月23日、アマチュアインディーズ）
- 修学旅行の女子部屋で男は僕たち二人だけ!人生初の王様ゲーム!去年まで女子校だったせいか、女子が大多数なので、僕たちは隅に追いやられザコ扱い。もちろん修学旅行でもザコ扱いで夜中に呼び出され王様ゲームに強制参加。好きな人を言わされたり、チ○コを見せろ!と言われたりひどい目に!しかし、【王様の命令は絶対】のルールのおかげで、僕たちが勇気を持って出したドスケベな命令も渋々応じてくれた。でもさすがにセックスまでは無理だと思っていたら…（10月23日、Hunter）
- BATTLEエクストリームトーナメント　準決勝第二試合（10月31日、バトル）※Blu-ray版同時発売
- 美少女貧乳 サイズA 4時間（11月7日、NON）
- ダブル軟体レオタードレズビアン（11月7日、アスリート）
- バレエタイツもっこりプリモしごきLesson7（11月7日、アスリート）
- キモオタ孕ませ隊（11月8日、ROCKET）
- メイドCollection 4時間（11月13日、マルクス兄弟）
- キスキス☆制服レズビアン（11月13日、マルクス兄弟）
- マングリ返しが自然体の日常風景（11月20日、ROCKET）
- PANDORA パンツドラマ【パンドラ】（11月24日、部活愛）
- 拘束戦隊 スパイダーエンジェル 狙った獲物は絶対逃がさない！（11月25日、kawaii）
- 鼻上被せ（11月25日、DID企画）
- 人妻センズリ鑑賞会（11月28日、ケイ・エム・プロデュース）
- BATTLE エクストリームトーナメント サイドストーリーズ 2 〜決戦前の邂逅 謎の女戦士 ザ・グレートつぐ見参!!〜（11月28日、バトル）
- 巷で噂のレズビアンデリバリーヘルス 3（12月1日、U&K）
- 自画撮りオマ○コ指オナニー 2（12月4日、グローリークエスト）
- BATTLEエクストリームトーナメント 決勝戦（12月5日、バトル）※Blu-ray版同時発売
- 「よかったら誰か私を泊めてください。」困ってる少女を泊めてあげたら、当たり前のように生中出しセックスできた しかも危険日のオ○ンコに…。（12月6日、Mr.michiru）
- 「お願いです!4回だけオッパイ揉ませてください!」（12月6日、Hunter）
- 性的拷問 美しき女体（12月13日、FAプロ）
- 串刺しディルド本気オナニー！（12月13日、マルクス兄弟）
- 女子校生黒タイツドラマ クロドラ（12月19日、部活動）
- 兄妹痴漢 超満員電車で痴漢した女子校生が妹だったなんて!しかし興奮する自分を抑えられない僕（兄）は、驚くばかりで動けなくなった妹をそのまま犯して禁断の兄妹近親相姦してしまいました。（12月20日、アパッチ）
- 危ない紗世（12月24日、DID企画）
- ボクと妹の萌るエッチ体験（12月26日、ケイ・エム・プロデュース）
- Fighting Girls Volume.12 2014.12.13 〜聖戦-JIHAD-2014〜（12月26日、ファイティングガールズ）
- 電マ女子校生 イキたがる女子○○を焦らしてエロくさせたった編（12月29日、部活動）

- 2120年型 お掃除ロボット アンドロイド・メイド（1月5日、フリーダム）
- 女子校生パンチラパンモロ物語 可愛い淫語とパンツドラマ「大好き!愛してる!」って告白されてみよう編（1月21日、部活動）
- 私(教師)のアパートが女生徒のたまり場に!教師生活十数年。地元で有名なヤリマン高に赴任した私は気弱なので生徒からバカにされっぱなしのナメられっぱなし!しかも、私の家は女生徒たちのたまり場と化している!しかもしかも、見えちゃうんじゃないかと心配するくらいのミニスカで私の部屋で好き放題している。そんな姿を見たら我慢できるわけもなく勃起!案の定バカにされからかわれまくるけど、なんだかいつもと様子が違う。女生徒の視線は僕の股間に釘付けになり次第にHな雰囲気に…。そして最後は中出しするまで許してくれない!!（1月22日、Hunter）
- 女子高生復讐拘束輪姦 私が大好きな先生とエッチしたクラスメイトを私は絶対許さない!眠剤で眠らせて拘束!目を覚ましたところを不良男子たちに輪姦させて復讐してヤリました!（1月22日、アパッチ）
- 淫縛媚薬エクスタシー（1月23日、レアル・ワークス）
- 陥没ちくび（2月6日、映天）
- 必要以上に仲の良い姉と僕の関係を知っている幼馴染の女子が勝手に嫉妬してくる!姉弟なのにいまだに一緒にお風呂に入ったり、一緒の布団で寝たりする間柄の姉弟の僕と姉。それを知っている幼馴染が最近、「姉弟でそういうのってよくないんじゃない!?」と嫉妬心丸出しで言って来た。そしてある日突然、僕と姉の間に割り込んできて、姉と僕を無理矢理引き離そうとしてくる!姉と幼馴染に挟まれて僕はどうしたらいいのでしょう!え?3P!?（2月19日、Hunter）
- まさかお姉ちゃんと妹の3人で王様ゲームをやるなんて!両親の旅行中留守をまかされた我々姉妹弟は親に内緒で昼間っからお酒を飲む事に!飲んでいたら酔っ払ったお姉ちゃんが「私、王様ゲームやってみたい」と言い出しまさかまさかの展開に!酔いも手伝って色々とHな命令連発!初めは恥ずかしがっていたお姉ちゃんと妹も最終的には濡れ濡れになり、僕に至ってはフル勃起!最後には3人でSEXまでしちゃいました。（2月19日、Hunter）
- 制限時間10分!目指せ賞金100万円!勃起チ○ポ輪投げゲーム（2月19日、ATOM）
- キャリアウーマン理性ぶっ飛び露出 お堅いキャリアウーマンが出張先の旅館で盛られた媚薬が効き過ぎて理性がぶっ飛び旅館（大浴場や大広間など）で自ら足を広げマ●コ丸出しイキ潮大噴射＆大量失禁!淫語を言いながら肉棒を求めるド淫乱女に豹変!!（2月19日、アパッチ）
- 女子校生可愛い淫語と尻フェチドラマ シリドラ（2月20日、部活動）
- 女子プロレス巨乳トップレスファイトSPECIAL 河西あみ負けたら即引退マッチ!!（2月20日、バトル）
- 真面目女子校生がネチネチとチ○ポをバカにしながらセンズリ鑑賞（3月5日、フリーダム）
- 新足裏 生足とストッキングの足裏 Vol.3（3月5日、フリーダム）
- ねちっこいSEX 接吻 はまる!（3月13日、FAプロ）
- 女子校生オナニートレーナー JKオナトレ（3月20日、部活動）
- 美少女近親強姦 恥辱の性教育（4月3日、グレイズ）
- ガチ♥レズSP 7（4月4日、アウダースジャパン）
- M男強制オナニーサポート フリーダム的JOI（4月5日、フリーダム）
- あなたの壮絶な過去を売って下さい!1日に何度も犯されたアンラッキーな女たち!（4月7日、ゴールデンタイム）
- COCOON anthology4（4月9日、SILK LABO）
- ADの妹のお泊まり会を隠し撮りしたら、女子高生たちの過激な映像が撮れた!（4月9日、Hunter）
- ネコとタチ レズたちのワイセツ極まりない日常（4月13日、FAプロ）
- しろうと関西円光（中田氏） ゆり&つぐみ（4月15日、プラム）
- 自律神経破壊くすぐり 〜ローションオイルぬるぬるで感度倍増〜（4月19日、フェティッシュジャパン）
- 水泳部の男子部員は、俺ひとりだけ。（4月22日、プレステージ）
- BATTLE エクストリームタイトルマッチ Volume.1（4月24日、バトル）
- 放課後に君とふたりで。 女子校生レズ 第三章（5月1日、U&K）
- ヤバイッ!!浮気中に彼女が帰宅!!急いで隠したベッドの下で浮気相手が発情してしまい…!!??!?!?!?（5月2日、プレステージ）
- あなたの知らない唾液マニアの世界～香ばしき誘い～7（5月9日、フェティッシュワールド）
- 全裸奴隷少女野外調教（5月9日、ROCKET）
- 女がその気になる 力づくの和姦（5月13日、FAプロ）
- 女性に縁が無くまともに話せない僕。一方、超人気者の妹は誕生日会にいっぱい友だちを呼んで楽しそうにしている! しかも、超かわいい女の子ばかり。しかもしかも、ちょっとHなコスプレパーティーをしているみたいで羨ましい!　覗きたい!参加したい!だからちょっと妹に用が有るフリをして誕生日会に顔を出してみたら、コスプレ姿が僕が思っていた4倍以上セクシーなコスプレでパンチラしまくり!股間がムズムズし勃起しまくり！ しかしその勃起が見つかってしまい、楽しい雰囲気をブチ壊すと思ったら女の子たちはモジモジしだし…。（5月21日、Hunter）

### イメージビデオ
- LOVE SCHOOL Jr 高樹さやか 14回のLOVE CALL（2014年10月3日、ルナティックアーツ）
- Ultra Cute（2014年12月23日、INTEC Inc）
- スクールドール（2014年12月28日、INTEC Inc）
- pg（2015年1月25日、ターンテーブル）

### 写真集
- ぐるっとまわせる！原寸大おっぱい図鑑3D（2019年2月4日、一迅社　撮影：須崎祐次、監修：安田理央）‐Bカップモデル[7]

## 出演

### 映画
- エターナル・マリア（2015年8月6日公開、監督：阪本武仁） - 葵マリア役（主演）

### テレビ
- バイキング（2014年7月2日、フジテレビ） - 「女の危険度診断」コーナー[8]
- 全日本ビキニ卓球協会主催ビキニ卓球トーナメント（2014年7月26日、パラダイステレビ）
- 魚拓と成瀬のツキとスッポンぽん #73,#74（2016年1月20日,27日、パチ・スロ サイトセブンTV）
- 有吉探検隊　(2018年3月21日、テレビ朝日)